# 久御山町消防本部
久御山町消防本部（くみやまちょうしょうぼうほんぶ）は、京都府久世郡久御山町の消防部局（消防本部）。管轄区域は久御山町の全域。

## 概要
- 消防本部：京都府久世郡久御山町島田ミスノ11
- 管内面積：13.86km2
- 職員定数：36人
- 消防署1カ所
- 主力機械（2022年3月26日現在）
  - 消防ポンプ車：1
  - 化学車：1
  - 救助工作車：1
  - 高規格救急車：2
  - 指令車：1
  - 広報車：1
  - 資機材搬送車：1

## 沿革
- 1954年10月1日　御牧村と佐山村が合併し、久御山町誕生。久御山町消防団規則制定。
- 1968年4月1日　久御山町役場企画広報課に消防係設置。
- 1970年2月12日　消防庁舎(旧)竣工。
- 1972年4月1日　消防本部「久御山町消防本部」任意設置。
- 1973年12月1日　救急業務開始。救急隊「久御山町救急隊」設置。
- 1974年6月1日　久御山町消防本部の政令指定を受け、「久御山町消防署」設置。
- 1976年3月29日　新消防庁舎竣工。
- 1995年3月20日　高規格救急車を配置。
- 2002年12月5日　高規格救急車を(トヨタ・2Bから)更新配置。
- 2005年6月28日　久御山町消防庁舎耐震補強工事・その他の改修工事開始。
- 2006年2月28日　久御山町消防庁舎耐震補強工事・その他の改修工事完了。
- 2010年3月29日　高規格救急車配置。
- 2016年11月25日　高規格救急車更新配置。

## 不祥事
- 2019年7月5日 - 5日未明、当直中の男性消防士（20代）が二度寝してしまい、指令室が無人となったため同日未明に1時間15分にわたり119番通報が通じない状態になっていた。この間、腹痛を訴える男性からの119番通報が1件あり、隣接する宇治市消防本部が対応した。宇治市側から連絡を受けた久御山町役場の当直職員が、隣の消防本部に行き、消防士を起こした[1]。